# Hexatoma (Eriocera) atrosignata
Hexatoma (Eriocera) atrosignata is een tweevleugelige uit de familie steltmuggen (Limoniidae). De soort komt voor in het Neotropisch gebied.